# 首都大司教
首都大司教（しゅとだいしきょう、希: Μητροπολίτης、羅: Metropolita、英: Metropolitan bishop）は、キリスト教の一派カトリック教会の聖職の階級の1つ。教会管区の裁治権を持つ司教である。管区大司教とも。カトリック教会による訳語。歴史的には正教会(Orthodox Church)の府主教(Metropolitan bishop)と同一の起源を持つ（ギリシャ語名はカトリック教会も正教会も同じである）。
以下本項ではカトリックの制度を解説する。
首都大司教は管区下の司教を招集する権利と義務を持つ。
カトリックにおいて全司教に対する裁治権を持つのはローマ司教（ローマ教皇）のみである。首都大司教にはローマ司教が祝別したパリウムが授与される。
大司教の権限は、配下にある司教らの相談役で、教会禄は自教区のみである。
日本には長崎教会管区、東京教会管区、大阪教会管区が置かれており、いずれも首都大司教が選ばれている。